# Michelle Pavão
Michelle Marinho Pavão (Rio de Janeiro, 30 ottobre 1986) è una pallavolista brasiliana, schiacciatrice del Rio de Janeiro.

## Biografia
È la sorella gemella della pallavolista Monique Pavão.

## Carriera

### Club
La carriera di Michelle Pavão inizia nel settore giovanile del Fluminense all'età di dodici anni, dopo aver praticato il nuoto sempre all'interno della medesima società polisportiva. A diciotto anni debutta da professionista in Superliga, ingaggiata per la stagione 2004-05 dal Rio de Janeiro, col quale vince il Campionato Carioca e la Salonpas Cup, mentre nella stagione seguente approda al Macaé, dove resta per due annate.
Nel campionato 2007-08 fa ritorno al Rio de Janeiro, dove rimane per tre annate, vincendo due scudetti, la Coppa del Brasile 2007, tre titoli statali, una Coppa Rio de Janeiro e la Salonpas Cup 2007. Nel campionato 2010-11 firma per il Minas, mentre nel campionato seguente passa al Sesi. Nella stagione 2012-13 approda per un biennio al Praia Clube, vincendo il Campionato Mineiro due volte. Firma così per l'Amigos do Vôlei nella stagione 2014-15.
Nell'annata 2015-16 fa ritorno al Praia Clube, dove rimane per un biennio e vince ancora un titolo statale, prima di trasferirsi nuovamente al Fluminense con cui disputa il campionato 2017-18; torna quindi per la terza volta al Praia Clube nella stagione 2018-19, questa volta militandovi per tre annate, nel corso delle quali si aggiudica altrettante edizioni della Supercoppa brasiliana, un altro campionato statale e un campionato sudamericano per club.
Nel campionato 2021-22 approda all'Osasco, con il quale conquista il Campionato Paulista, prima di fare ritorno nel campionato seguente al Rio de Janeiro.

### Nazionale
Fa parte della nazionale brasiliana Under-20, vincendo la medaglia d'oro al campionato sudamericano 2004 e al campionato mondiale 2005.
Nel 2008 riceve le prime convocazioni in nazionale maggiore, vincendo la medaglia d'argento alla Coppa panamericana; fa inoltre parte della selezione universitaria che nel 2011 vince la medaglia d'oro alla XXVI Universiade. Nel 2013 torna a vestire la maglia della nazionale, vincendo la medaglia d'oro al World Grand Prix, al campionato sudamericano e alla Grand Champions Cup; successivamente conquista la medaglia d'argento ai XVII Giochi panamericani.

## Palmarès

### Club
- Campionato brasiliano: 2

2007-08, 2008-09
- Coppa del Brasile: 1

2007
- Supercoppa brasiliana: 3

2018, 2019, 2020
- Campionato Carioca: 4

2004, 2007, 2008, 2009
- Campionato Mineiro: 4

2012, 2013, 2015, 2019
- Campionato Paulista: 1

2021
- Salonpas Cup: 2

2004, 2007
- Campionato sudamericano per club: 1

2021

### Nazionale (competizioni minori)
- Campionato sudamericano Under-20 2004
- Campionato mondiale Under-20 2005
- Coppa panamericana 2008
- Universiade 2011
- Montreux Volley Masters 2013
- Giochi panamericani 2015